# Infected (игра)
Infected — компьютерная игра в жанре шутера от третьего лица для PlayStation Portable, разработанная студией Planet Moon Studios.

## Сюжет
Игрок берёт на себя роль полицейского в Нью-Йорке, за 3 недели до Рождества, когда весь город быстрыми темпами заражается вирусом, который превращает людей в кровожадных зомби. Кровь игрока содержит лекарство, которым обладает менее 1 % населения. Цель состоит в том, чтобы уничтожить заражённых, пытаясь добраться до кого-то, кто сможет сделать лекарство из крови.

## Игровой процесс
Игровой процесс вращается вокруг двух видов оружия игрока: основного и вирусного оружия. Игрок должен наносить урон врагам до тех пор, пока их энергия не упадёт до нуля. Это позволяет использовать вирусную пушку на них, убивая врага. Миссии включают в себя расчистку территорий и спасение мирных жителей. В игре присутствует индикатор, разделённый на 3 раздела: для уровня зомби, для зоны угрозы и для уровня жителей. Если уровень жителей упадёт очень низко, то угроза зомби увеличится и вызовет прилив врагов в непосредственной близости от игрока. В игре можно использовать различные аватары, которые включают членов группы Slipknot, а также Рейн из BloodRayne и Марка Хантера из Chimaira.
Всякий раз, когда игрок начинает миссию, он начинает с самого низкого доступного оружия. По мере того, как совершается больше убийств, индикатор справа от дисплея игрока заполняется, и когда полоска индикатора проходит определённые уровни, игроку предлагается следующее оружие. Однако игрок должен поддерживать свою скорость убийств, поскольку этот индикатор медленно снижается, если убийства не происходят (то есть игрок сможет снова использовать только более низкое оружие). Оружие можно модернизировать максимум до 3-го уровня.

## Оценки
| Сводный рейтинг    | Сводный рейтинг |
| Агрегатор          | Оценка          |
| ------------------ | --------------- |
| GameRankings       | 73,67 %         |
| Metacritic         | 74/100          |
| Иноязычные издания |                 |
| Издание            | Оценка          |
| 1UP.com            | A−              |
| Edge               | 5/10            |
| Game Informer      | 8,25/10         |
| GamePro            | [ 7 ]           |
| GameSpot           | 7,2/10          |
| GameSpy            | [ 9 ]           |
| GameZone           | 8,2/10          |
| IGN                | 7,6/10          |
| OPM                | [ 12 ]          |
| X-Play             | [ 13 ]          |

Игра получила средние отзывы по данным агрегатора Metacritic. Detroit Free Press первоначально дала игре три звезды из четырёх, заявив, что «в эти дни птичьего гриппа и страха перед реальной пандемии игра под названием Infected оставляет меня немного встревоженным. Самое главное в этой игре то, что вы можете оставить свой след в ней по всему миру — и я не говорю об обычном пути накопления очков, чтобы попасть на вершину какой-нибудь доски лидеров». Однако неделю спустя они повысили оценку до всех четырёх звёзд, заявив, что «способность распространять инфекцию на другого игрока через интернет настолько инновационна, что эта игра получает мою высшую награду, даже если она не идеальна в других аспектах».